# Един пояс, един път
„Един пояс, един път“ (на китайски: 一带一路) е глобална стратегия за развитие, приета от правителството на Китай през 2013 г. и включваща инфраструктурно развитие и инвестиции в около 70 страни и международни организации. Тя се счита за опорна точка във външната политика на китайския президент Си Дзинпин.
Си Дзинпин обявява стратегията за пръв път по време на държавни визити в Индонезия и Казахстан през 2013 г. Терминът „пояс“ се отнася за сухопътните маршрути на автомобилния и железопътния транспорт, докато „път“ се отнася за морските пътища на водния транспорт.  През 2017 г. стратегията е вписана в конституцията на Китай.
Китайското правителство счита инициативата за „предложение за подобряване на регионалната свързаност и приемането на по-светло бъдеще“. Някои международни наблюдатели виждат в нея план на китайците за световно господство, крепящо се на глобална търговска мрежа, центрирана в Китай. Проектът има зададена крайна дата на завършване 2049 г., което съвпада със стогодишнината от основаването на Китайската народна република.
Проектът обхваща голяма част от Евразия, съединявайки развиващи се страни с развити такива. Той е съсредоточен в богати на ресурси страни, а предполагаемият му икономически мащаб е около 21 трилиона долара. Към 2019 г. Китай развива икономически отношения със 138 страни 30 международни организации като част от плана „Един пояс, един път“. Инфраструктурните проекти включват пристанища, железопътни възли, магистрали, електроцентрали, летища и телекомуникационни центрове.
Форматът “16+1” е частта на “Пояса”, която включва 16 държави от Централна и Източна Европа и сътрудничеството им с Китай. Той е от изключителна геополитическа важност, тъй-като включва страни-членки на ЕС, но и страни извън него. Практически, 16-те държави представляват структури, не толкова чужди на китайския комунистически строй. Държави като Сърбия, Унгария и Полша привличат значително количество директни китайски инвестиции под формата на инфраструктурни, енергийни и кредитни инструменти.
През октомври 2023 г. е отбелязана 10 годишнината на проекта